# Saint-Ouen-l'Aumône
Saint-Ouen-l'Aumône is een Franse gemeente in het departement Val-d'Oise. Saint-Ouen-l'Aumône ligt in de agglomeratie van Parijs, op 25 km ten noordwesten van het centrum van Parijs en het is een van gemeenten van de nieuwe stad Cergy-Pontoise. De gemeente telde 25.614 inwoners op 1 januari 2022.
De abdij van Maubuisson, een voormalig klooster voor vrouwelijke cisterciënzers, ligt op het grondgebied van Saint-Ouen-l'Aumône. Andere bezienswaardigheden zijn de oude kerk van Saint-Ouen, die teruggaat tot de 11e eeuw, en het Château d'Épluches, een 17e-eeuws kasteel.

## Geschiedenis
Het dorp Saint-Ouen ontstond waar de oude Romeinse weg de Oise kruiste. In de 11e eeuw werd een brug over de Oise gebouwd en ontstond een nieuwe weg. Het dorp l'Aumône ontstond bij een hospitaal. In de 13e eeuw werd de abdij van Maubuisson gesticht. De dorpen leefden vooral van de wijnbouw. Nog voor de Franse Revolutie bouwden rijke Parijzenaars hun buitenverblijven in Saint-Ouen-l'Aumône. In de 19e eeuw kwam er industrie in de gemeente, vooral na de komst van de spoorweg (1846). Vanaf de jaren 1950 begon een sterke groei en door de verstedelijking verdwenen het oude centrum van de gemeente en de laatste landbouwgebieden. Die laatste maakten vanaf 1972 plaats voor industrieterreinen.

## Geografie
De gemeente ligt aan de Oise, tegenover Pontoise.
De oppervlakte van Saint-Ouen-l'Aumône bedroeg op 1 januari 2022 12,21 vierkante kilometer; de bevolkingsdichtheid was toen 2.097,8 inwoners per km².
De onderstaande kaart toont de ligging van Saint-Ouen-l'Aumône met de belangrijkste infrastructuur en aangrenzende gemeenten.

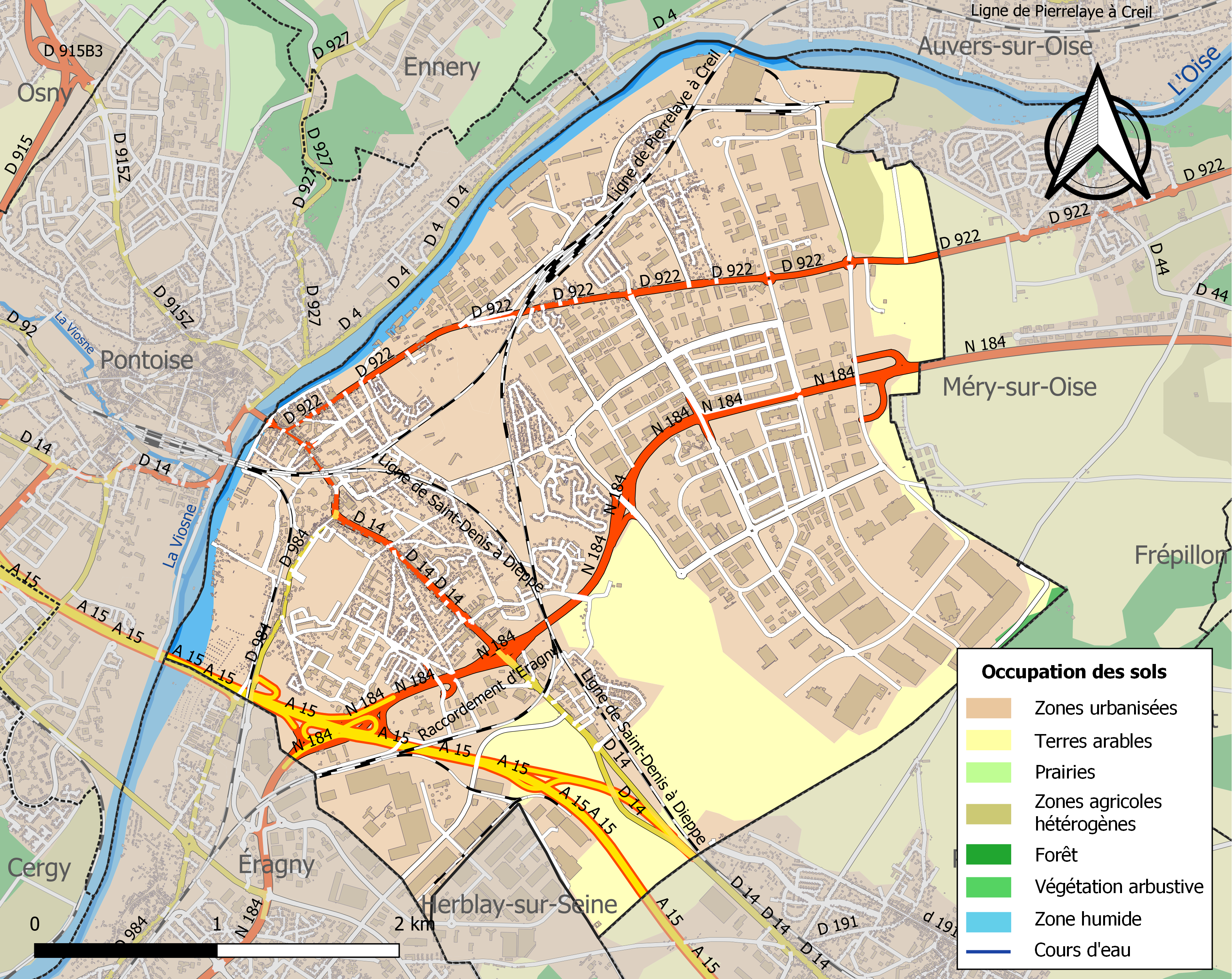

## Demografie
Onderstaande figuur toont het verloop van het inwonertal, bron: INSEE-tellingen.

## Verkeer en vervoer
Er liggen vijf spoorwegstations: Saint-Ouen-l'Aumône, Saint-Ouen-l'Aumône-Liesse, Saint-Ouen-l'Aumône-Quartier de l'Église, Pont-Petit en Épluches.
De autosnelweg A15 loopt door de gemeente.

## Stedenband
- Fano

## Geboren
- Laurent-Antoine Pagnerre (1805-1854), uitgever en politicus